# Fritz Klasing
Fritz Klasing (23 de dezembro de 1891 - 29 de abril de 1966) foi um oficial alemão que serviu no Deutsches Heer durante a Segunda Guerra Mundial. Foi condecorado com a Cruz de Cavaleiro da Cruz de Ferro com Folhas de Carvalho.

## Condecorações
| Nome                               | Data                   |
| ---------------------------------- | ---------------------- |
| Cruz de Ferro (1914) 2ª Classe     | 2 de outubro de 1914   |
| Cruz de Ferro (1914) 1ª Classe     | 28 de novembro de 1917 |
| Cruz de Ferro (1939) 2ª Classe     | 20 de maio de 1942     |
| Cruz de Ferro (1939) 1ª Classe     | 27 de agosto de 1942   |
| Cruz Germânica em Ouro             | 1 de novembro de 1943  |
| Cruz de Cavaleiro da Cruz de Ferro | 12 de agosto de 1944   |
| Mencionado na Wehrmachtbericht     | 24 de janeiro de 1944  |